# Лацкое
Лацкое — село в Некоузском районе Ярославской области России.
В рамках организации местного самоуправления входит в Веретейское сельское поселение, в рамках административно-территориального устройства является центром Лацковского сельского округа.

## География
Расположено на севере региона, в северо-восточной части района, примерно в 7 километрах от Рыбинского водохранилища, в 19 км к северу от райцентра, села Новый Некоуз и в 116 км к северо-западу от Ярославля.

## Население
| 1859 | 2002 | 2007 | 2010 |
| ---- | ---- | ---- | ---- |
| 410  | ↘254 | ↗262 | ↘214 |

Согласно результатам переписи 2002 года, в национальной структуре населения русские составляли 99 % из 254 жителей.

## История
К началу XX века довольно крупный торговый центр региона.

## Известные люди
- священномученик Николай Любомудров,
- заслуженный работник культуры РСФСР, известный музейный деятель А. М. Кучумов.

## Достопримечательности
В селе расположена церковь Вознесения Господня (1801 года). Полностью утрачена церковь Казанской иконы Божией Матери (1780 года).
Лацковская школа. В ней имеется музей истории.

## Транспорт
Автодороги 78Н-0368, 78Н-0360